# Robert McFarlane
Robert Carl McFarlane (Washington D. C., 12 de julio de 1937 - Lansing, Míchigan, 12 de mayo de 2022) fue un oficial militar y político estadounidense. Fue consejero de Seguridad Nacional del presidente Ronald Reagan (1983-1985) y uno de los actores principales del escándalo Irán-Contras.

## Carrera militar
Tras graduarse por la Academia Naval de Annapolis en 1959, se integró en el Cuerpo de Marines. Fue seleccionado como profesor de artillería, y más tarde fue asistente ejecutivo del Subjefe de Operaciones del Cuerpo de Marines, al que representó en la Junta de jefes de Estado Mayor. También sirvió como oficial de la División de Operaciones para Europa y la OTAN, Oriente Medio, y América Latina. 
Realizó dos giras a Vietnam para participar en acciones de combate. En marzo de 1965, comandó a la batería de artillería en el primer desembarco en Vietnam. Y en 1967 sirvió en la Tercera División de Marines en la Ofensiva del Tet. Fue el encargado de organizar apoyos de fuego a las fuerzas desplegadas en Con Thien, Cam Lo, Dong Ha, y Khe Sanh. Por su servicio en combate, fue condecorado con la Estrella de Bronce, y la Medalla de Mención de Honor de la Marina, además de ocho condecoraciones personales y de unidad. 
Alcanzó el rango de teniente coronel. Completó sus estudios en la Hautes Études Internationales, en Ginebra (Suiza). Allí estudió en francés un máster en Estudios Estratégicos.

## Con Nixon y Ford (1971-1977)
En 1971 fue asignado a la Casa Blanca como asistente ejecutivo de la Oficina de Asuntos Legislativos. En 1973 pasó a ser Asistente Militar de Henry Kissinger en el Consejo de Seguridad Nacional. Acompañó a Kissinger en sus viajes a China, y mantuvo detalladas sesiones informativas sobre asuntos de Inteligencia con las autoridades chinas. En estos años estuvo envuelto en todos los aspectos de la política exterior, Medio Oriente, relaciones con la Unión Soviética, o negociaciones para el Control de Armas. 
Entre 1975 y 1976 fue asistente ejecutivo del nuevo Consejero de Seguridad Nacional Brent Scowcroft, y asistente especial del Presidente Gerald Ford para asuntos de Seguridad Nacional (1976-1977). Por su servicio de más de cinco años en la Casa Blanca, el presidente Ford lo reconoció con la Medalla al Servicio Distinguido. 

## Con Reagan: Consejero de Seguridad Nacional (1983-1985)
Se graduó por la Universidad Nacional de la Guerra, e hizo trabajos sobre manejos de crisis internacional en la Universidad Nacional de la Defensa, antes de retirarse del Ejército en 1979. Ese año fue contratado por el senador John Tower, de Texas, para servir en el personal del Comité de Servicios Armados del Senado. Allí asesoró a los Senadores durante los debates sobre el Tratado SALT II (1979-1981). 
En 1980, también participó en la redacción del programa electoral del candidato presidencial republicano Ronald Reagan en materia de política exterior. En 1981 fue nombrado asistente del Secretario de Estado Alexander Haig, con la misión de encargarse de los intercambios de información sensible entre el Departamento de Estado y los Gobiernos de Oriente Medio y el Sur de Asia. 
En 1982 fue asignado como número dos de William Clark en el Consejo de Seguridad Nacional. Ante la falta de bagaje de Clark en asuntos de política internacional, McFarlane fue el encargado de integrar las recomendaciones políticas de los diferentes departamentos, para formular una política coherente para la Casa Blanca. También ejerció como enviado especial del Presidente Reagan a Oriente Medio, siendo responsable de las negociaciones entre Israel y los estados árabes. 
En octubre de 1983, McFarlane sustituyó a Clark como Consejero de Seguridad Nacional, con el Almirante John Poindexter como su número dos. Nunca logró el grado de intimidad que Clark había tenido con el presidente, pero sí tuvo acceso directo al Despacho Oval, y recuperó el rol tradicional del Consejero de Seguridad Nacional como enunciador de políticas. 
Fue más activo que sus antecesores en los viajes al extranjero, destacando sus giras por Centroamérica para avanzar en la negociación para renovar tratados militares y económicos con países aliados en la lucha contra la influencia soviética, como Costa Rica, El Salvador, Guatemala, Panamá y Honduras. Y en 1985 participó como representante del Presidente en la delegación de EE. UU., encabezada por el Secretario de Estado George Shultz, que se reunió en Ginebra con el ministro soviético Andrei Gromiko, reanudando las conversaciones formales entre las dos superpotencias. 
Fuerte defensor de la Iniciativa de Defensa Estratégica (SDI), McFarlane tuvo sonados desencuentros con el Secretario de Estado George Shultz en torno al Tratado sobre Limitación de Sistemas Balísticos Antimisiles (ABM) firmado en 1972. Mientras McFarlane sostenía que nada en el tratado prohibía la investigación, prueba y desarrollo de las armas espaciales contempladas en el SDI, Shultz defendía una interpretación más restrictiva del Tratado ABM, que no enfureciera a los aliados, y le permitiera una mayor iniciativa sobre cuestiones de desarme en las negociaciones con la URSS. 
Dimitió en diciembre de 1985, por diferencias con el nuevo Jefe de Gabinete Donald Regan, que quería reducir la burocracia del Consejo de Seguridad Nacional, y le había restringido el libre acceso al Despacho Oval. Mientras el presidente estuvo ingresado por un cáncer de colon, Donald Regan había limitado los despachos de McFarlane con el presidente, reservándose él las entrevistas personales en la habitación del hospital.

## EscándaloIrangate
En noviembre de 1986, el diario libanés 'Al Shiraa' destapó el escándalo Irangate (Irán-Contras): durante 18 meses, Washington había mantenido tratos confidenciales con Teherán para que intercediera ante la organización chiita Hezbolá, que mantenía secuestrados a seis estadounidenses en Líbano. Las negociaciones secretas se habían concretado en seis embarques de armas norteamericanas por valor de cien millones de dólares, entre agosto de 1985 y octubre de 1986. El dinero fue a parar a cuentas secretas de la Contra, las milicias contrarrevolucionarias antisandinistas en Nicaragua. El Coronel Oliver North, funcionario del Consejo de Seguridad Nacional, había sido el encargado de las maniobras secretas. 
Robert McFarlane estaría involucrado desde el principio en las operaciones que desencadenarían en el escándalo Irán-Contras. Cuando servía como asistente del Secretario de Estado Alexander Haig en 1981, escribió un informe titulado "Llevando la guerra a Nicaragua", y lideró el Restricted Inter-Agency Group (RIG) que formuló y se encargó de la ejecución de las políticas del Departamento de Estado hacia América Central. Más tarde, como Consejero de Seguridad Nacional, instó al Presidente Reagan a negociar un acuerdo sobre venta de armas con facciones moderadas de la Revolución Islámica de Irán, en contra del consejo del Secretario de Defensa Caspar Weinberger, y el Secretario de Estado George Shultz. 
Tras abandonar la Casa Blanca, McFarlane continuó participando en las reuniones secretas con Teherán. En mayo de 1986, viajó de Israel a Irán a bordo de un Boeing 707 cargado de armas, en compañía del traficante de armas iraní Fardin Azima. Mantuvo reuniones con altos oficiales del Ministerio de Defensa iraní, para tratar el asunto de los rehenes estadounidenses secuestrados en Beirut, y pedir establecimiento en territorio iraní de dos estaciones electrónicas norteamericanas para vigilar movimientos de los soviéticos en las repúblicas soviéticas del Asia Central. 
Señalado por sus antiguos colegas cuando estalló el escándalo, en especial por el Jefe de Gabinete Donald Regan, McFarlane cometió un intento de suicidio por ingesta de sedantes en febrero de 1987. Meses después, confirmó ante la comisión conjunta del Congreso, que el presidente Reagan tenía un conocimiento bastante completo de las actividades que el Consejo de Seguridad Nacional desarrolló para montar la trama, y que dio su aprobación personal. En 1988 fue declarado culpable por haber ocultado información al Congreso, y condenado a dos años de libertad condicional.

## Últimos años
Fue miembro de la junta de asesores del Washington Institute for Near East Policy (WINEP), el Institute for the Analysis of Global Security, el Advisory Council of Aegis Defence Services, el Partnership for a Secure America, el Committee on the Present Danger, y miembro fundador del Set America Free Coalition. 
Fue asesor de la campaña presidencial del senador John McCain en 2008. 
Estuvo en el Directorio de entre otros: 
- Aegis Defence Services -
- Vadium Technology, Inc. -
- Partnership for a Secure America -
- BioEnergy International, LLC -
- Miembro del Committee on the Present Danger

## Muerte
Murió el 12 de julio de 2022, dos meses antes de cumplir los 85 años tras complicaciones de enfermedad pulmonar.

## Premios y reconocimientos
- Distinguished Service Medal
- Secretario de la Marina Medal for Distinguished Public Service
- Secretary's Distinguished Service Award (Secretario de Estado)
- Bronze Star con Dispositivo al valor
- Medalla de servicio meritorio
- Navy Commendation Medal con Dispositivo al valor
- Army Commendation Medal
- Combat Action Ribbon
- Presidential Service Badge
- Premio American-Swiss Friendship "Man of the Year"
- Alfred Thayer Mahan Award for Literary Achievement